# Стандартні фізичні характеристики астероїда
Лише кілька фізичних параметрів відомі для більшості пронумерованих астероїдів. Усього кілька сотень астероїдів мають власні сторінки у Вікіпедії, на яких міститься назва, обставини відкриття, таблиця елементів орбіти та очікувані фізичні характеристики.
Мета сторінки — пояснити походження загальних фізичних даних про астероїди.
Через те, що статті про астероїди створювалися протягом великого проміжку часу, все нижчевикладене може не належати до деяких статей.

## Розміри
Дані про розміри астероїдів беруться з IRAS. Про напрям осі обертання та порядок розмірів для багатьох астероїдів надає інформацію аналіз змін відбитого світла в часі.
Існує можливість уточнити очікування розмірів. Розміри небесного тіла видаються у вигляді триосного еліпсоїда обертання, довжини осей якого перераховані у порядку спадання, у вигляді a × b × c. Якщо ми маємо співвідношення діаметрів μ=a/b, ν=b/c, отриманих з вимірювання змін відбитого світла в часі, і середній діаметр d, можна виразити діаметр у вигляді середнього геометричного {\displaystyle d=(abc)^{\frac {1}{3}}}, і отримати три діаметри еліпсоїда:
{\displaystyle a=d\,(\mu ^{2}\nu )^{\frac {1}{3}}}
{\displaystyle b=d\,\left({\frac {\nu }{\mu }}\right)^{\frac {1}{3}}}
{\displaystyle c={\frac {d}{(\nu ^{2}\mu )^{\frac {1}{3}}}}}
До того ж оцінку середнього діаметра малих планет і астероїдів в км з можливою похибкою близько кількох десятків відсотків, за відсутності інших даних, роблять за їх абсолютною зоряною величиною (H) у припущенні альбедо, що дорівнює середній величині 0,072:
{\displaystyle lgd=3,566-0,2lgH}

## Маса
Якщо не вдаватися до докладних визначень маси, маса M може бути отримана з діаметра та (очікуваних) значень щільності ρ які співвідносяться як:
{\displaystyle M={\frac {\pi abc\rho }{6}}}
У разі неточності такий розрахунок позначається тільдою «~». Крім таких «неточних» розрахунків, маси великих астероїдів можуть бути розраховані з їхнього взаємного тяжіння, що впливає на їх орбіти, або коли астероїд має орбітального компаньйона з відомим радіусом орбіти. Маси найбільших астероїдів 1 Церера, 2 Палада та 4 Веста можуть бути визначені таким чином за їх впливом на орбіту Марса. Хоча зміни орбіти Марса будуть крихітними, вони можуть бути виміряні радіолокацією з Землі космічних апаратів на поверхні Марса, наприклад, «Вікінгів».

## Густина
На відміну від кількох астероїдів з виміряною густиною, густина інших астероїдів є передбачуваною.
Для багатьох астероїдів передбачається значення густини ~2 г/см3.
Якщо ж брати до уваги спектральний клас астероїда, то можна отримати більш кращі здогади. Розрахунки показують середні щільності для астероїдів C, S і M класу 1,38, 2,71, і 5,32 г/см3 відповідно. Зважаючи на ці розрахунки, ми отримаємо краще очікування щільності, ніж вихідні 2 г/см3.

## Гравітація на поверхні

### Гравітація на поверхні сферичного тіла
Для сферичного тіла прискорення вільного падіння на поверхні (g) визначається так:
{\displaystyle g_{\rm {spherical}}={\frac {GM}{r^{2}}}}
Де G = 6,6742 × 10−11 м 3 з −2 кг −1 — постійна гравітаційна, M — маса тіла і r — його радіус.

### Несферичне тіло
Залежно від розташування, для тіл несферичної форми, гравітація відрізнятиметься . Вказана вище формула лише наближення, точні розрахунки дуже трудомісткі. У загальному випадку величина g у ближчих до центру мас точках поверхні зазвичай дещо вище, ніж більш віддалених від центру мас точках поверхні.

### Відцентрова сила
Вага об'єкта на поверхні тіла, що обертається, крім полюсів, буде зменшуватися на величину відцентрової сили. Відцентрове прискорення на широті θ обчислюється так:
{\displaystyle g_{\rm {centrifugal}}=-\left({\frac {2\pi }{T}}\right)^{2}r\sin \theta }
де:
- T — період обертання в секундах
- r — екваторіальний радіус
- θ — широта.

Ця величина максимізується на екваторі, де sinθ=1. Знак «мінус» показує, що відцентрове прискорення має зворотний напрямок щодо прискорення вільного падіння g.
Сумою двох вищевказаних прискорень є ефективне прискорення:
{\displaystyle g_{\rm {effective}}=g_{\rm {gravitational}}+g_{\rm {centrifugal}}\ .}

### Подвійні системи
Якщо тіло, про яке йдеться, є компонентом подвійної системи та інший компонент має порівнянну масу, вплив другого тіла може бути значним.

## Друга космічна швидкість
Друга космічна швидкість для прискорення вільного падіння на поверхні g та радіуса r тіла, що має сферичну симетрію, дорівнює:
{\displaystyle v_{e}={\sqrt {2gr}}}

## Період обертання
Період обертання можна дізнатися з аналізу змін відбитого світла у часі.

## Спектральний клас
Спектральний клас астероїда можна дізнатися із класифікації Толена.

## Абсолютна зоряна величина
Абсолютна зоряна величина береться з IRAS.

## Альбедо
Зазвичай береться з IRAS. Там вказано геометричне альбедо. Якщо даних немає, то альбедо приймається рівним 0,1.

## Температура поверхні

### Середня
Найпростіший метод, який дає прийнятні результати полягає в тому, що ми приймаємо поведінку астероїда за поведінку сірого тіла в термодинамічній рівновазі з сонячним випромінюванням, що потрапляє на нього. Потім середню температуру можна отримати прирівняв середню теплову енергію, що отримується і випромінюється. Середня отримувана потужність дорівнює:
{\displaystyle R_{\mbox{in}}={\frac {(1-A)L_{0}\pi r^{2}}{4\pi a^{2}}},}
де:
- {\displaystyle A}— альбедо астероїда (точніше, альбедо Бонда)
- {\displaystyle a} — велика піввісь
- {\displaystyle L_{0}} — сонячна світність (приймається рівною 3,827×10 26 Вт)
- {\displaystyle r} — радіус астероїда.

У розрахунку також приймається, що коефіцієнт поглинання дорівнює {\displaystyle 1-A}, астероїд має сферичну форму, орбіта астероїда має нульовий ексцентриситет, і випромінювання Сонця ізотропне.
Використовуючи модифікацію закону Стефана — Больцмана для сірого тіла, отримуємо випромінювану потужність (з усієї сферичної поверхні астероїда):
{\displaystyle R_{\mbox{out}}=4\pi r^{2}\epsilon \sigma T^{4}{\frac {}{}}},
Де {\displaystyle \sigma } — константа Стефана — Больцмана (5,6704×10 −8 Вт/м²K4), {\displaystyle T} — температура у кельвінах, і {\displaystyle \epsilon } — теплова випромінювальна здатність астероїда. Прирівнюючи {\displaystyle R_{\mbox{in}}=R_{\mbox{out}}}, можна отримати
{\displaystyle T=\left({\frac {(1-A)L_{0}}{\epsilon \sigma 16\pi a^{2}}}\right)^{1/4}}.
Використовуване значення {\displaystyle \epsilon } =0,9 отримано із докладних спостережень деяких великих астероїдів. Хоча цей метод дає досить гарне значення середньої температури поверхні, температура в різних місцях поверхні може сильно відрізнятися, що для тіл без атмосфери.

### Максимальна
Грубе наближення до значення максимальної температури можна отримати, беручи до уваги, що сонячні промені потрапляють на поверхню перпендикулярно і поверхню в термодинамічній рівновазі з падаючим сонячним випромінюванням.
Наступний розрахунок дає нам середню температуру «під сонцем»:
{\displaystyle T_{ss}={\sqrt {2}}\,T\approx 1,41\,T}
де {\displaystyle T} — середня температура, розрахована раніше.
У перигелії випромінювання максимізується, та
{\displaystyle T_{ss}^{\rm {max}}={\sqrt {\frac {2}{1-e}}}\ T},
де {\displaystyle e} — ексцентриситет орбіти.

### Вимірювання температури та періодичні зміни температури
Спостереження в інфрачервоному спектрі у поєднанні з альбедо дає прямий вимір температури. Такий вимір температури є моментальним, і температура астероїда періодично змінюватиметься залежно від його відстані від Сонця. Виходячи з вищевикладених розрахунків,
{\displaystyle T={\rm {constant}}\times {\frac {1}{\sqrt {d}}}},
де {\displaystyle d} — Відстань від Сонця в даний конкретний момент. Якщо відомий момент, щодо якого проводиться вимірювання, відстань від Сонця може бути отримана онлайн з орбітального калькулятора НАСА, і відповідний розрахунок може бути зроблений за допомогою наведеного вище виразу.

### Проблема неточності альбедо
Існує проблема у використанні цих виразів для розрахунку температури конкретного астероїда. Розрахунок вимагає альбедо Бонда A (розсіювання падаючого випромінювання у всіх напрямках), тоді як IRAS дає геометричне альбедо p, яке показує кількість світла, відбитого у бік джерела (Сонця).
Хоча ці дані корелюють між собою, коефіцієнт має складну залежність від властивостей поверхні. Вимірювання альбедо Бонда недоступне для більшості астероїдів, оскільки вимагає виміру з великим кутом щодо падаючого світла, що може бути отримане тільки спостереженням безпосередньо з поясу астероїдів. Базуючись на геометричному альбедо деталізація моделювання поверхні та температурних властивостей може дати наближене значення альбедо Бонда, але огляд цих методів знаходиться за межами цієї статті. Для деяких астероїдів воно може бути отримано із наукових публікацій.
Через відсутність кращої альтернативи, найкраще з усього, що можна зробити, це прийняти ці альбедо рівними, але пам'ятати, що результатам розрахунків буде властива неточність.
Наскільки велика ця неточність?
Аналізуючи альбедо астероїдів, можна побачити, що різниця між геометричним альбедо та альбедо Бонда у кожного окремого астероїда буває не більше 20 %. Оскільки температура, що розраховується, буде змінюватися на значення (1- A)1/4, залежність досить слабка для типового значення A ≈ p астероїда 0,05-0,3.
Неточність розрахунку температури лише по одному альбедо становитиме близько 2 %, що дасть розкид у температурі ±5 K.